# PBS Kids Go
PBS Kids Go, foi uma marca de televisão educacional usada pela PBS para programas voltados para crianças do ensino fundamental, em contraste com o público-alvo pré-escolar mais jovem da PBS Kids. A maioria das estações membros da PBS transmitiu o programa PBS Kids Go! bloquear durante a semana, após o horário escolar, geralmente das 15h às 18h, dependendo da programação da estação local. Além do bloco, houve um PBS Kids Go! seção no site da PBS Kids que apresentava jogos, vídeos e outras atividades voltadas para crianças mais velhas.  A marca foi usada no ar e online por quase nove anos, de 2004 a 2013.

## História
Ao reconhecer que faltava programação educacional para crianças do ensino fundamental, a PBS ajustou sua missão para incluir um foco maior neste subconjunto mais velho de telespectadores. O PBS Kids Go! O bloco de programação foi lançado em 11 de outubro de 2004, juntamente com a estreia dos inéditos programas Maya & Miguel e Postais do Buster. Também faziam parte do bloco as séries existentes da PBS Kids, Arthur e Cyberchase, ambas já voltadas para um público um pouco mais velho.